# Pedicularis abrotanifolia
Pedicularis abrotanifolia là loài thực vật có hoa thuộc họ Cỏ chổi. Loài này được M. Bieb. ex Steven mô tả khoa học đầu tiên năm 1823.